# World Standards Services Network
World Standards Services Network (WSSN; deutsch Weltstandarddienstleistungsnetzwerk) war ein Netzwerk von öffentlich zugänglichen Webservern von Normungsorganisationen auf der ganzen Welt. Sie stellten Informationen über internationale, regionale und nationale Normung und damit verbundene Aktivitäten und Dienstleistungen bereit.